# کرتیو تکنولوژی
کرتیو تکنولوژی (انگلیسی: Creative Technology) همچنین شناخته‌شده تحت عنوان کرتیو لبز، یک شرکت فناوری جهانی است که مقر آن در جورونگ شرقی سنگاپور است. فعالیت اصلی کرتیو تکنولوژی و شرکت‌های تابعه آن شامل طراحی، ساخت و توزیع بردهای کارت صدا و تصویر می‌باشد که عموماً برای استفاده در رایانه‌های شخصی است. این شرکت همچنین با تولیدکنندگان مادربورد و لپ‌تاپ در راستای جایگزین نمودن فناوری ساند بلاستر بر روی محصولات تولیدی همکاری نزدیک دارد.

## نگارخانه

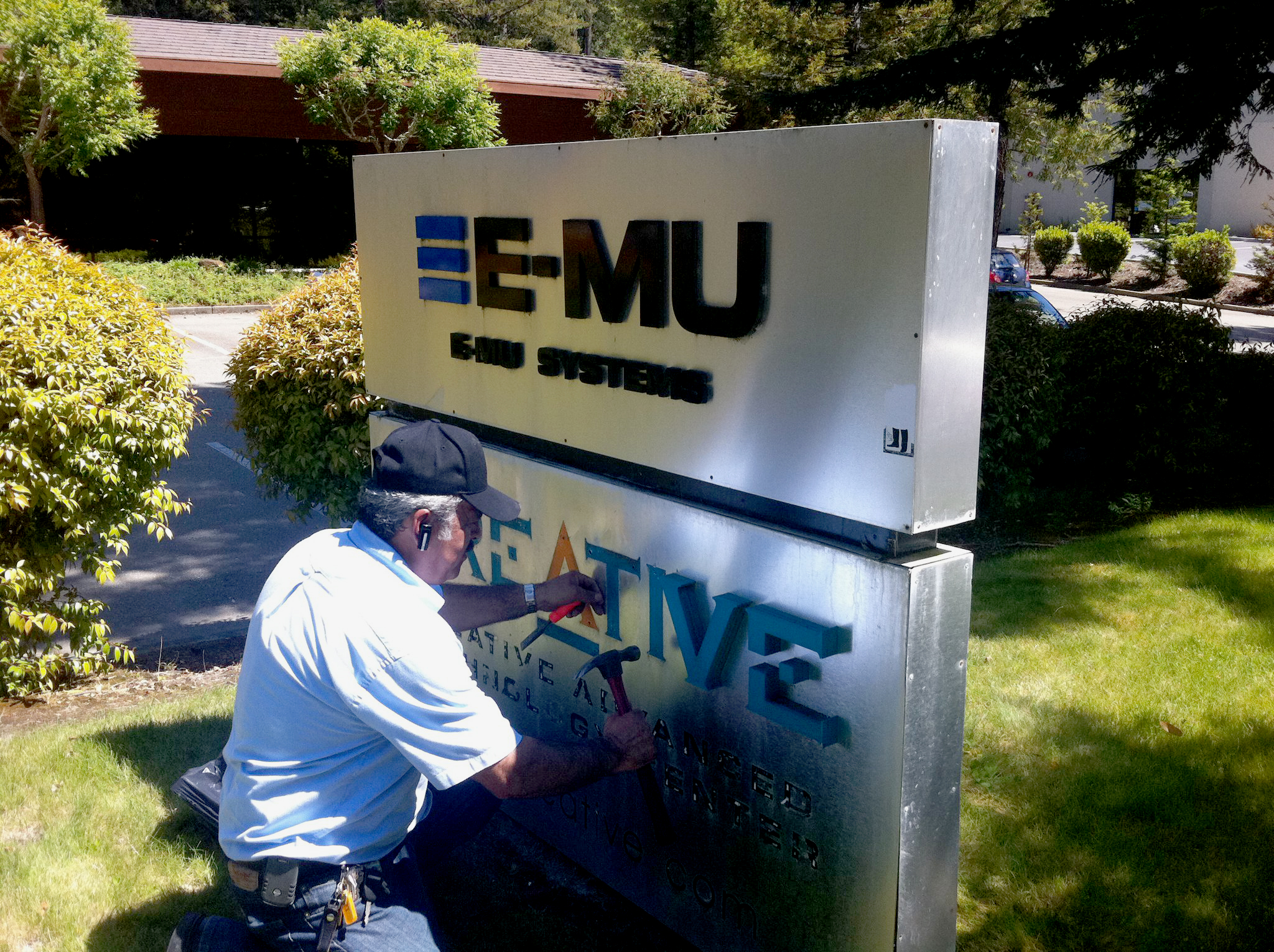
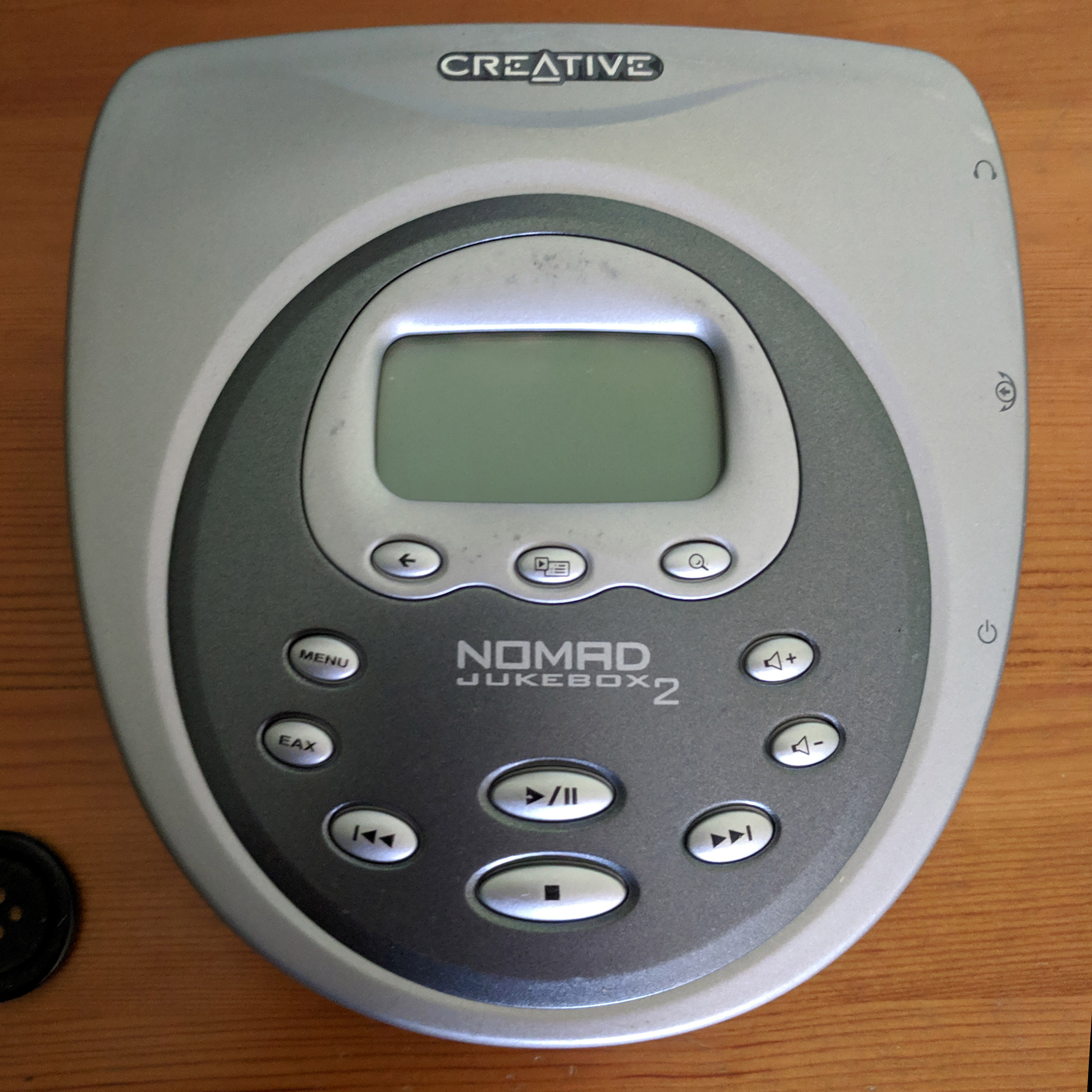
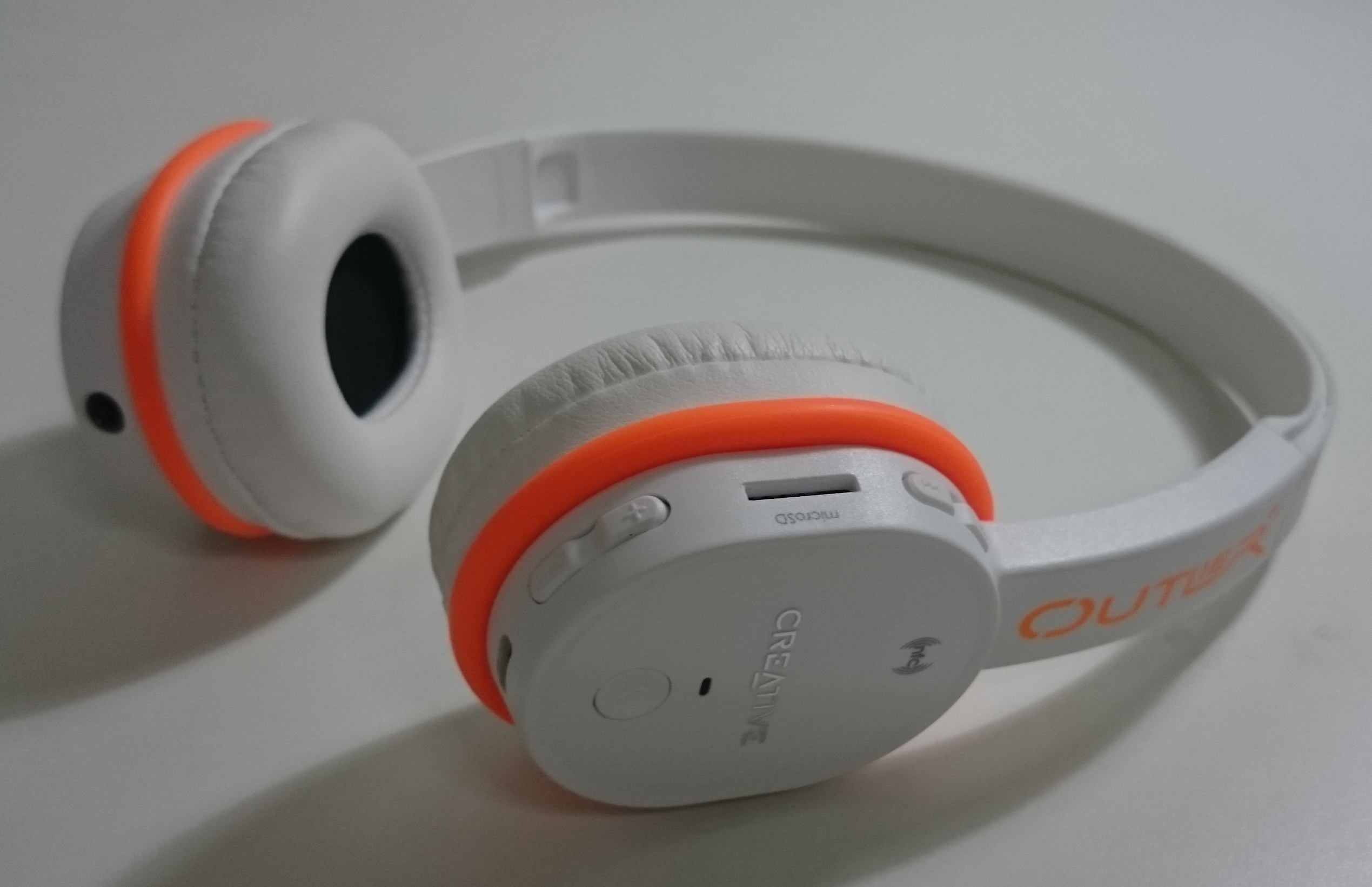
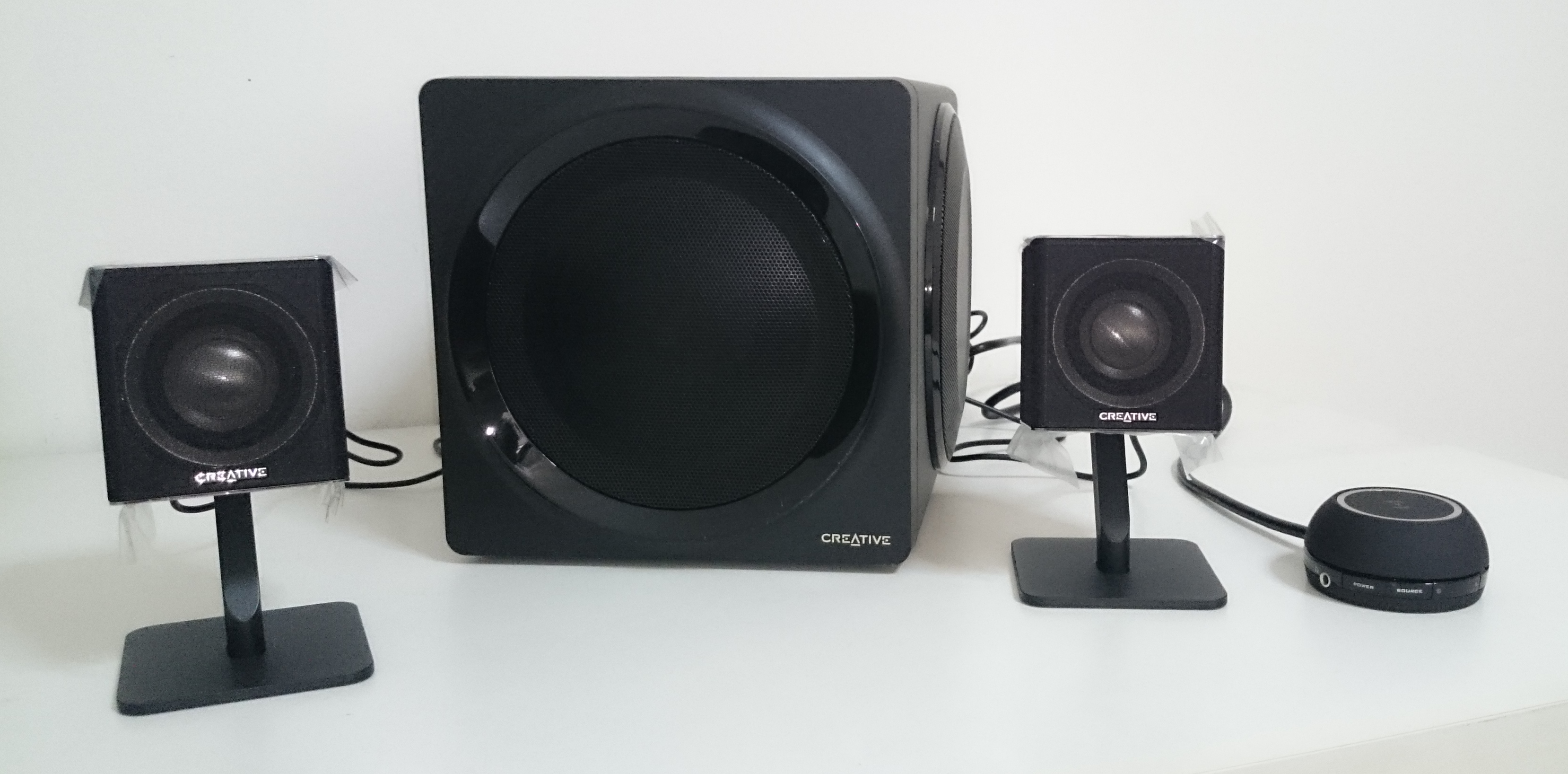
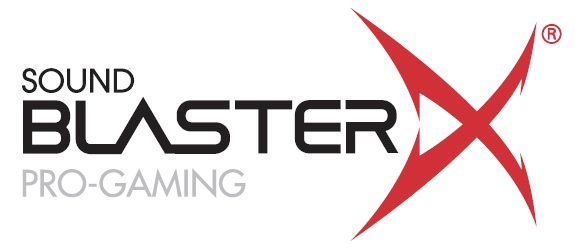